# Pakari
Pakari (nep. पकरी) – gaun wikas samiti we wschodniej części Nepalu w strefie Sagarmatha w dystrykcie Saptari. Według nepalskiego spisu powszechnego z 2001 roku liczył on 930 gospodarstw domowych i 5798 mieszkańców (2853 kobiet i 2945 mężczyzn).